# Rasmus J. Holm
 Der er flere personer med dette navn, se Rasmus Holm.
Rasmus Jensen Holm (født 23. november 1838 i Fjelsted ved Årup, død 10. september 1917 på Frederiksberg) var en dansk seminarieforstander. Ridder af Dannebrog 1894, Dannebrogsmand 1908. Pensioneret 1913.
Rasmus J. Holm var søn af husmand og snedker Niels Holm og Maren Tvede. Han tog lærereksamen fra Jelling Seminarium i 1858, samme år lærer i Strandby i Hårby Sogn ved Assens og året efter lærer i Styvel i Jelling Sogn. I 1865 blev han konstitueret som lærer ved Jelling Seminarium, og han opnåede fast ansættelse i 1867 og med undervisning i historie, dansk, pædagogik og praktisk undervisningsfærdighed. Han forlod stillingen for at tiltræde som forstander for Forskoleseminariet for Kvinder ved Vejle i 1892.
Rasmus J. Holm var medstifter af Dansk Skoleforening i 1887 og var dens formand gennem mange år. Han var medlem af den komité, der ledede Statens Haandgerningskursus fra 1905.
Han har udgivet lære- og læsebøger for folkeskolen samt skrifter og artikler om pædagogiske emner. Bl.a. »Danmarkshistorie til Brug i Børneskolen«.